# オルジャイ・シャハン
オルジャイ・シャハン（Olcay Şahan、1987年5月26日  - ）は、ドイツ・デュッセルドルフ出身の元プロサッカー選手。元トルコ代表。現役時代のポジションは、ミッドフィールダー。

## クラブ経歴
地元クラブのフォルトゥナ・デュッセルドルフでプレーを始め、バイエル・レバークーゼン、次いでボルシア・メンヒェングラートバッハの下部組織に移籍した。ボルシア・メンヒェングラートバッハではリザーブチームで2シーズンプレーしたもののトップ昇格はかなわなかった。2008年にMSVデュースブルクに移籍しプロデビューを果たした。 2010-2011シーズンの活躍を受け1.FCカイザースラウテルンに移籍。
2011-2012シーズン終了後、トルコのベシクタシュJKに80万ユーロで移籍。契約は4年。2012年10月22日のガズィアンテプスポル戦で移籍後初ゴール。

## 代表歴
シャハンはトルコ人の両親を持つトルコ系ドイツ人で、U-17世代ではドイツ代表を選択したが後にトルコ代表に変更した。2012-2013シーズンの活躍がトルコ代表監督のアブドラ・アブジュの目にとまり、2013年5月22日のアンドラ代表戦でA代表初出場を果たした。ファティ・テリム監督交代後もレギュラーを務め2014 FIFAワールドカップ・ヨーロッパ予選に出場した。UEFA EURO 2016でも参加メンバーに選ばれている。

### ゴール
| #  | 開催日        | 会場        | 対戦国     | スコア | 結果 | 大会     |
| -- | ------------- | ----------- | ---------- | ------ | ---- | -------- |
| 1. | 2013年5月28日 | MSVアレーナ | ラトビア   | 1–0    | 3–3  | 親善試合 |
| 2. | 2014年9月3日  | EWIIパルク  | デンマーク | 1-1    | 2-1  | 親善試合 |

## タイトル
ベシクタシュ
- スュペル・リグ: 2015–16